# Montandon (Pensilvania)
Montandon es un lugar designado por el censo ubicado en el condado de Northumberland en el estado estadounidense de Pensilvania. En el Censo de 2010 tenía una población de 903 habitantes y una densidad poblacional de 637,61 personas por km².

## Geografía
Montandon se encuentra ubicado en las coordenadas 40°57′55″N 76°51′11″O / 40.96528, -76.85306. Según la Oficina del Censo de los Estados Unidos, Montandon tiene una superficie total de 2.28 km², de la cual 2.28 km² corresponden a tierra firme y (0%) 0 km² es agua.

## Demografía
Según el censo de 2010, había 903 personas residiendo en Montandon. La densidad de población era de 637,61 hab./km². De los 903 habitantes, Montandon estaba compuesto por el 97.9% blancos, el 0.78% eran afroamericanos, el 0% eran amerindios, el 0.22% eran asiáticos, el 0% eran isleños del Pacífico, el 0.22% eran de otras razas y el 0.89% pertenecían a dos o más razas. Del total de la población el 1.33% eran hispanos o latinos de cualquier raza.